# Conophymacris cangshanensis
Conophymacris cangshanensis är en insektsart som beskrevs av Zheng, Z. och B. Mao 1996. Conophymacris cangshanensis ingår i släktet Conophymacris och familjen Dericorythidae. Inga underarter finns listade i Catalogue of Life.